# 프톨레마이오스 7세
프톨레마이오스 7세 네오스 필로파토르(Ptolemy VII Neos Philopator, 고대 그리스어: Πτολεμαῖος Νέος ΦιλοπάτωρΠτολεμαῖος Νέος Φιλοπάτωρ)는 프톨레마이오스 왕조의 파라오이다. 그의 통치에 대해서는 논의가 계속되고 있으며, 통치 기간은 전혀 없었고, 사후 왕위가 주어진 만큼 가능성도 있다.

## 생애
배경은 명확하지 않지만, 복원물에 따르면, 그는 프톨레마이오스 6세와 클레오파트라 2세 사이에서 태어난 아들이며, 기원전 145년 짧은 기간에 아버지와 함께 통치했으며, 그 직후에 삼촌의 프톨레마이오스 8세에게 살해된 것으로 알려져 있다. 다른 문서에서는 프톨레마이오스 7세는 프톨레마이오스 8세와 클레오파트라 2세 사이의 아들 프톨레마이오스 멤피티스와 동일 인물이었다고 전한다. 어머니 클레오파트라 2세가 남편 프톨레마이우스 6세를 폐위시키고 아들에게 왕위를 잇게 하려고 했기 때문에, 기원전 132년 또는 131년경에 살해된 것으로 되어 있다. 또한 수많은 이름의 공동섭정이 있으며, 그 모두가 프톨레마이오스 왕조의 전통을 따르기 때문에 프톨레마이오스의 이름을 사칭했다는 지적도 있다. 그러나 전승에서는 프톨레마이오스의 순서가 유지되고 있었다고 여겨진다.
문헌에서는 일반적 프톨레마이오스 8세라고 하는 인물이 프톨레마이오스 7세라면 프톨레마이오스 멤피테스가 프톨레마이오스 8세가 될 수도 있다. 이 경우, 이후 모든 번호가 하나씩 반복하여 떨어지고, 카이사리온은 프톨레마이오스 14세가 되지만, 별칭은 변하지 않는다.